# Mary Tamm
Mary Tamm (* 22. März 1950 in Dewsbury, West Yorkshire, England; † 26. Juli 2012 in London) war eine britische Schauspielerin.

## Leben
Tamm schloss ein Studium an der Londoner Royal Academy of Dramatic Art ab, deren Mitglied sie später wurde. Sie debütierte an einem Theater in Birmingham im Jahr 1971, ein Jahr später zog sie erneut nach London.
Ihre erste Fernsehrolle erhielt Tamm in einer Folge der britischen Fernsehserie Hunter’s Walk aus dem Jahr 1973. Im Thriller Die Akte Odessa (1974) spielte sie an der Seite von Jon Voight und Maximilian Schell eine der größeren Rollen. Eine größere Rolle spielte sie auch in der Komödie Zwei nette Früchtchen (1976).

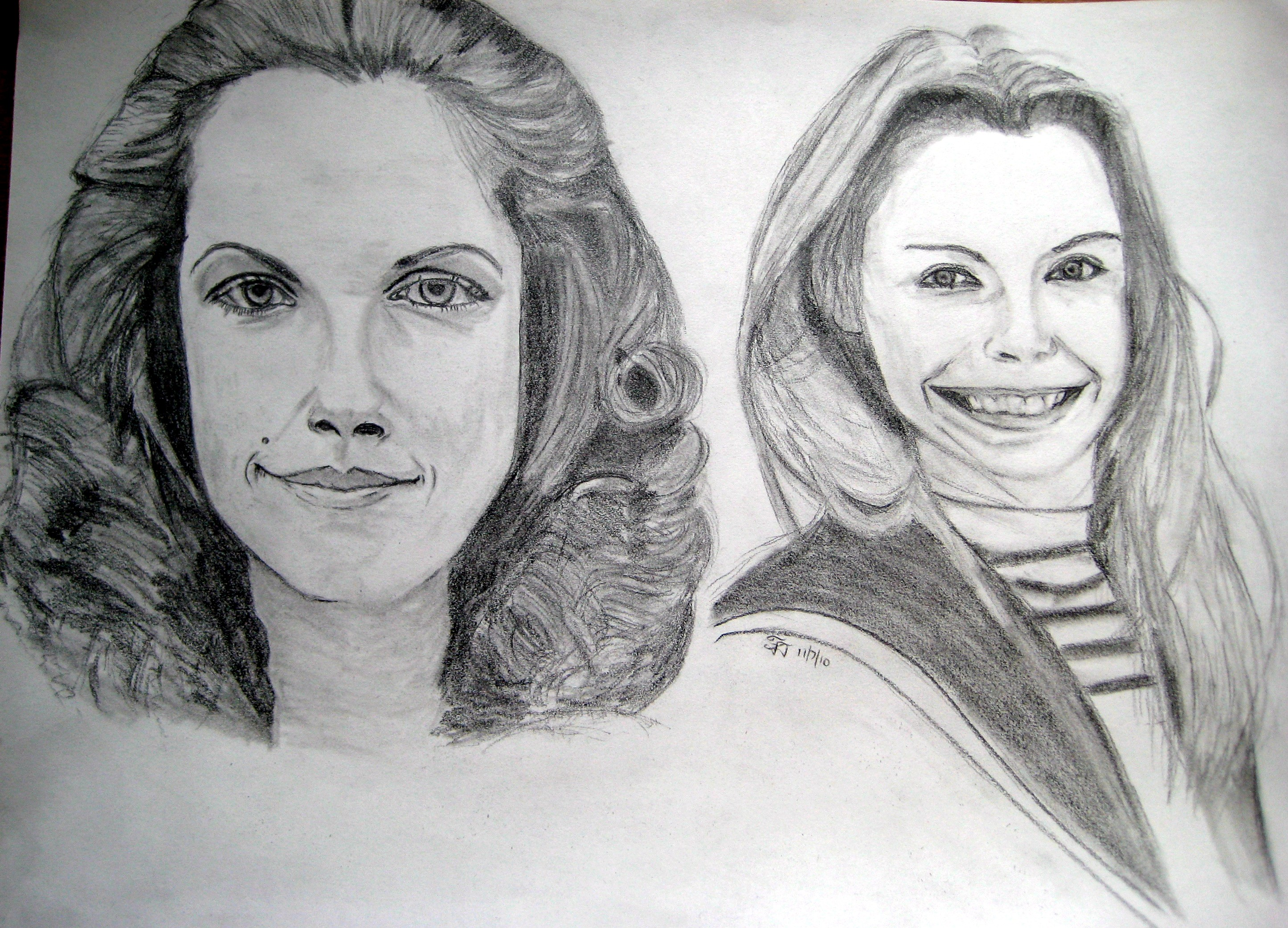
Zeichnung von Mary Tamm (links) und Lalla Ward (rechts) als Romana in Doctor Who

In den Jahren 1978 und 1979 trat sie in 26 Folgen der Fernsehserie Doctor Who auf. In den späteren Jahren war sie, ebenfalls in einer größeren Rolle, in der BBC-Fernsehserie Paradise Heights (2002) wie auch in Gastrollen in zahlreichen anderen Fernsehserien zu sehen.
Tamm starb im Juli 2012 nach einer langen Krebserkrankung. Sie war seit 1978 verheiratet und Mutter einer Tochter.

## Filmografie (Auswahl)
- 1973: Geschichten, die zum Wahnsinn führen (Tales That Witness Madness)
- 1973–2002: Coronation Street (Fernsehserie, 3 Folgen)
- 1974: Warship (Fernsehserie, 1 Folge)
- 1974: Die Akte Odessa (The Odessa File)
- 1976: Zwei nette Früchtchen (The Likely Lads)
- 1978 Simon Templar – Ein Gentleman mit Heiligenschein (Return of the Saint, Fernsehserie, 1 Folge)
- 1978: Rampage
- 1978–1979: Doctor Who (Fernsehserie, 26 Folgen)
- 1984: Jim Bergerac ermittelt (Bergerac, Fernsehserie, 1 Folge)
- 1987: Drei abgebrühte Supercops (Three Kinds of Heat)
- 1989: Agatha Christie’s Poirot (Fernsehserie, 1 Folge)
- 1989 Casualty (Fernsehserie, 1 Folge)
- 1991, 2001: The Bill (Fernsehserie, 2 Folgen)
- 1992: Pressing Engagement (Kurzfilm)
- 1993: Brookside (Fernsehserie, 1 Folge)
- 1997: Heartbeat
- 1999: Die Profis – Die nächste Generation (CI5: The New Professionals, Fernsehserie, 1 Folge)
- 2000: Sorted
- 2000–2007: Doctors (Fernsehserie, 3 Folgen)
- 2001: Amazons and Gladiators
- 2002: Paradise Heights (Fernsehserie, 5 Folgen)
- 2005: Rose and Maloney (Fernsehserie, 1 Folge)
- 2008: Hautnah – Die Methode Hill (Wire in the Blood, Fernsehserie, 2 Folgen)
- 2009: EastEnders (Fernsehserie, 4 Folgen)
- 2009: Doghouse